# Leyser von Lambsheim

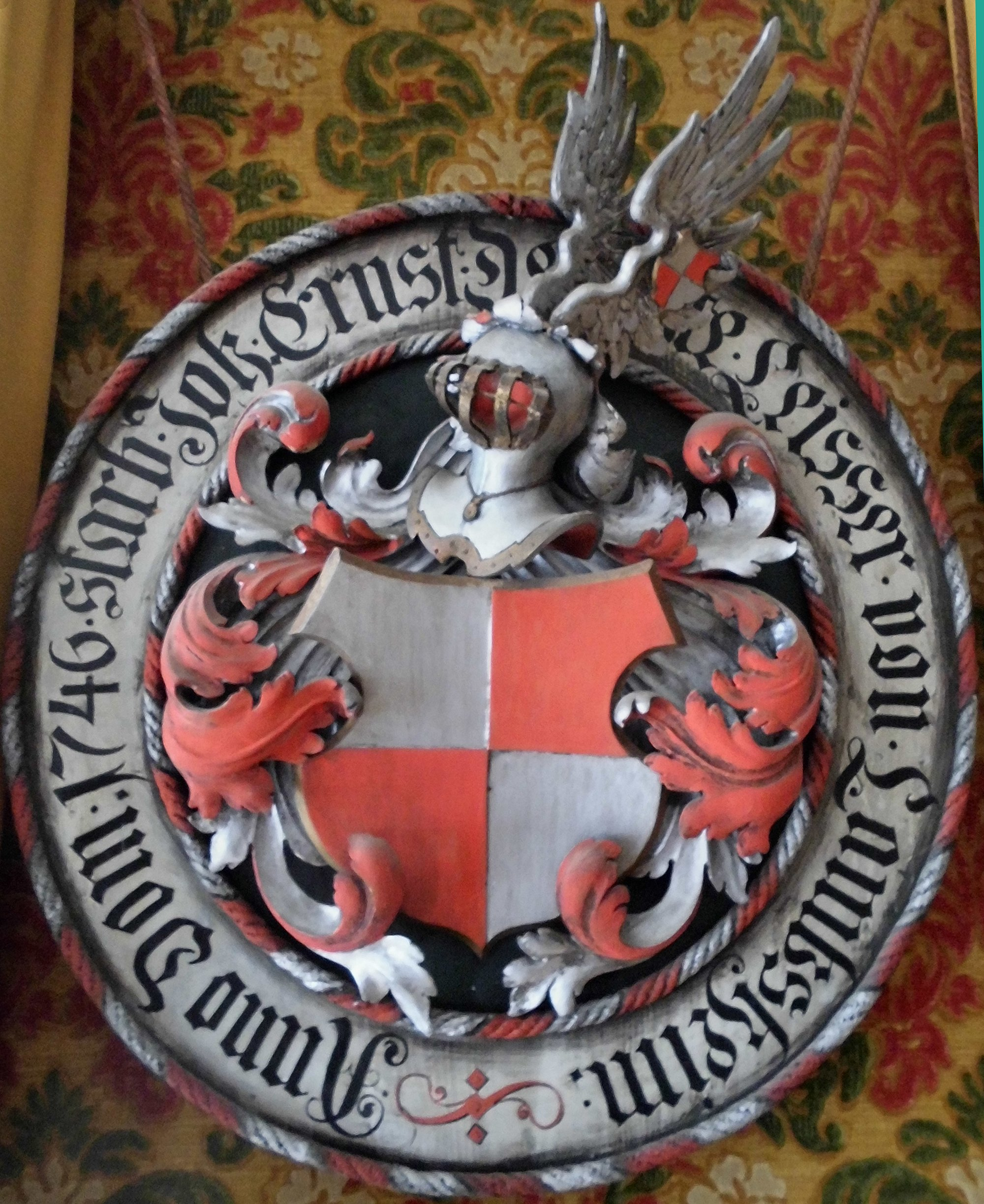
Wappen der Leyser von Lambsheim, Totenscheibe im historischen Rathaus Deidesheim

Die Leyser von Lambsheim (auch Leiser oder Lusser von Lambsheim) waren ein pfälzisches Adelsgeschlecht, das sich nach dem Ort Lambsheim benannte.

## Familiengeschichte
Die Familie wird 1368 erstmals urkundlich erwähnt. Damals erscheint ein Eckenbrecht Lusser von Lambsheim als Siegler einer Urkunde. Schon im 15. Jahrhundert teilte sie sich in einen Lambsheimer und einen Deidesheimer Zweig.
1458 wurde Philipp Leyser von Herzog Ludwig von Veldenz als Amtmann in Lambsheim eingesetzt. Am 1. August 1464 erhielt er von seinem Herrn 179 Morgen Land in Lambsheim und den „Hof da der Stock in steht“ zu Lehen. In der veldenzisch-kurpfälzischen Fehde tat sich Philipp Leyser von Lambsheim 1471 als einer der maßgeblichen Verteidiger seines Ortes gegen Kurfürst 
Friedrich von der Pfalz hervor. Der Kurfürst ließ ihn nach der Einnahme Lambsheims im Stadtgraben ertränken, da er sich „Ausschreitungen schuldig gemacht“ habe und eine „wesentliche Mitschuld am Entstehen der Fehde“ trage. Friedrich I. übergab die Lambsheimer Besitztümer des Hingerichteten 1472 an den Bruder Hans von Leyser, dessen gleichnamiger Sohn später nach Deidesheim verzog. Die Lambsheimer Güter besaß die Familie bis zu ihrem Erlöschen.

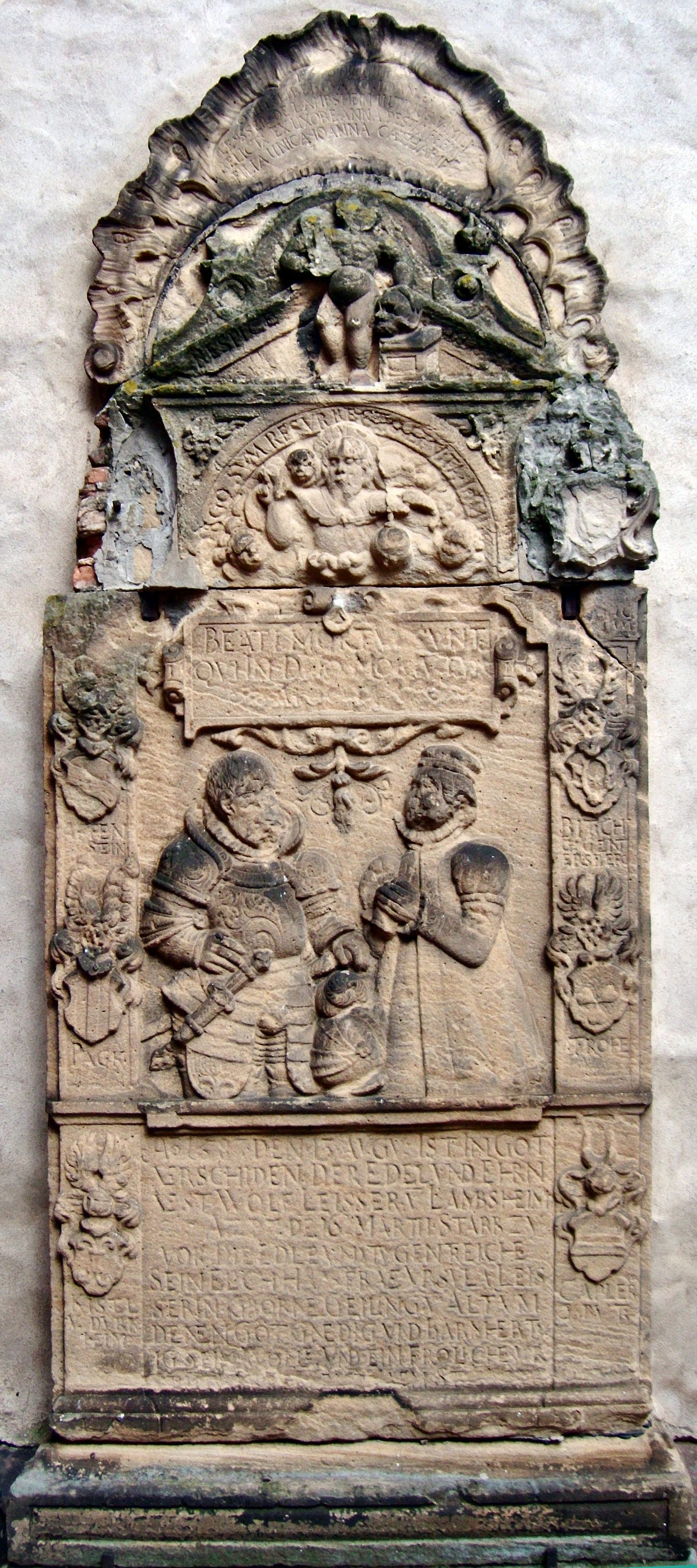
Epitaph des Wolf Leyser von Lambsheim (1547–1587), St. Ulrich Deidesheim (darüber das barocke Zusatzepitaph des letzten Familienmitglieds)

In Deidesheim wird bereits 1451 ein Peter Leyser von Lambsheim als Einwohner genannt. 1477 erhielt Hans Leyser von Lambsheim von Kurfürst Friedrich I. auch kurpfälzische Güter in Deidesheim zu Lehen. Es scheint sich hierbei um den genannten Bruder des ertränkten Lambsheimer Amtmanns zu handeln. Sein Sohn Hans der Jüngere begleitete Kaiser Maximilian I. 1508 auf dessen Romfahrt zur Kaiserkrönung. Dessen Enkel Johann Leyser (verheiratet mit Anna von Pagk) trug von 1545 bis 1559 die Burg Elmstein als Kurpfälzer Lehen. Dessen Sohn Wolf Leyser von Lambsheim (1547–1587), in Diensten des Bischofs von Speyer stehend, wurde mit seiner Gattin Ursula Gayling von Altheim in der Deidesheimer Pfarrkirche St. Ulrich beigesetzt. Von beiden hat sich dort ein künstlerisch wertvoller Grabstein erhalten, der leider stark verwittert ist, da er Mitte des 19. Jahrhunderts aus der Kirche an deren äußere Westwand versetzt wurde. Ihr Sohn Hans Wolf Leyser von Lambsheim (verheiratet mit Anna Margareta Schütz von Holzhausen) war 1603 Speyerer Schultheiß von Deidesheim.
Hans Wolf Leysers Enkel Johann Ernst Leyser von Lambsheim (10. Juli 1657 – 16. Juni 1746) lebte gleichfalls in Deidesheim und war der letzte männliche Spross seiner Familie, die mit seinem Tode 1746 ausstarb. Er erhielt in Deidesheim ein kleines, halbmondförmiges Epitaph über dem Grabstein seines Vorfahren Wolf Leyser von Lambsheim (1547–1587), auf dem es heißt, er sei „der Letzte der Familie“. Von seinem Gut, außerhalb der Deidesheimer Stadtmauer gelegen, steht heute nur noch das Gartenhaus, Altes Zollhäuschen genannt. Ein weiteres Gut der Leyser waren die heutigen Anwesen Weinstraße 49 und 51 in Deidesheim.
Seine Tochter Johanna Katharina Leyser von Lambsheim – die auch das Epitaph ihres Vaters fertigen ließ – war seit 1734 mit dem kurpfälzischen Hauptmann Ritter Franz von Bawyr zu Caspersbroich verheiratet. Sie werden beide als „von unbändigem Temperament, aufbrausendem Jähzorn und großer Streitlust“ charakterisiert. Beide seien überdies von einer enormen Jagdleidenschaft besessen gewesen, die schließlich dazu führte, dass der Ehemann († 1779) einen Jagdfrevel und einen Totschlag beging, wofür er von Kaiser Franz I. 1764 schwer bestraft wurde. Johanna Katharina geb. Leyser starb 1784, ihr Sohn Karl von Bawyr wurde 1782 von Kurfürst Karl Theodor als Erb-Lehensträger der Leyserschen Besitztümer in Lambsheim bestätigt.

## Wappen
Es besteht aus einem gevierten Schild mit folgenden Farben: (heraldisch gesehen) rechts oben und links unten Rot, links oben und rechts unten Silber.
Das Familienwappen der Leyser von Lambsheim bildet, zusammen mit dem Pfälzer Löwen, das Gemeindewappen von Lambsheim; abgewandelt zu Rot und Weiß sind die Leyserschen Farben auch jene der Gemeindefahne.
Das Wappenschild der Leyser ist auch Teil des Gemeindewappens von Maxdorf, das aus der Gemeinde Lambsheim hervorgegangen ist.
Am ehemaligen Leyserhof, Lambsheim, Hinterstraße 11, befinden sich zwei Wappensteine des Geschlechtes, einer davon mit der Jahreszahl 1585 (neuzeitlich falsch bemalt). Im südlichen Seitenschiff der Pfarrkirche St. Ulrich (Deidesheim) trägt ein Gewölbeschlussstein das Wappen der Leyser von Lambsheim.

## Galerie

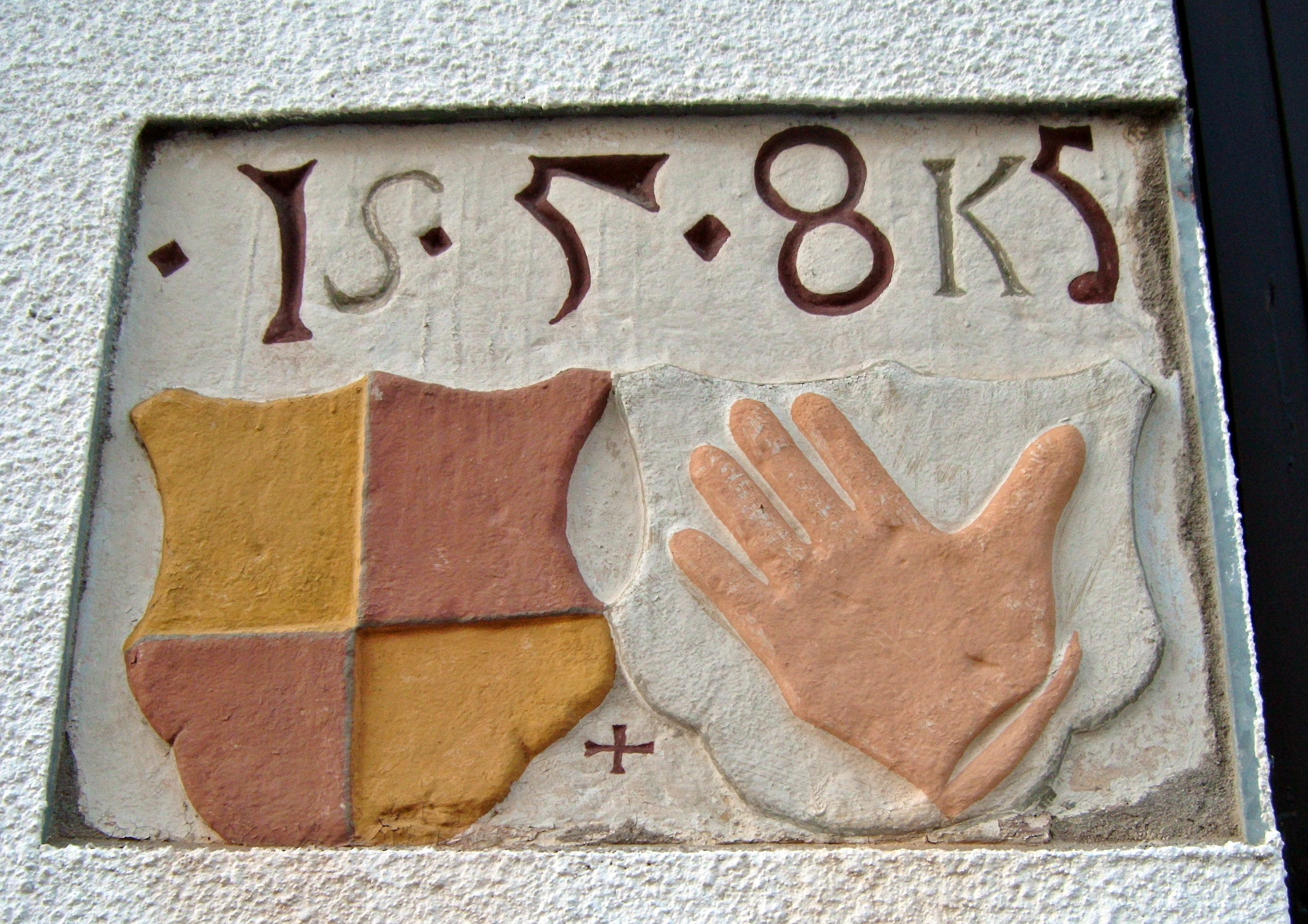
Lambsheim, Hinterstraße 11: Wappenstein Leyser von Lambsheim und von Handschuhsheim, 1585 (neuzeitlich falsche Tinkturen)
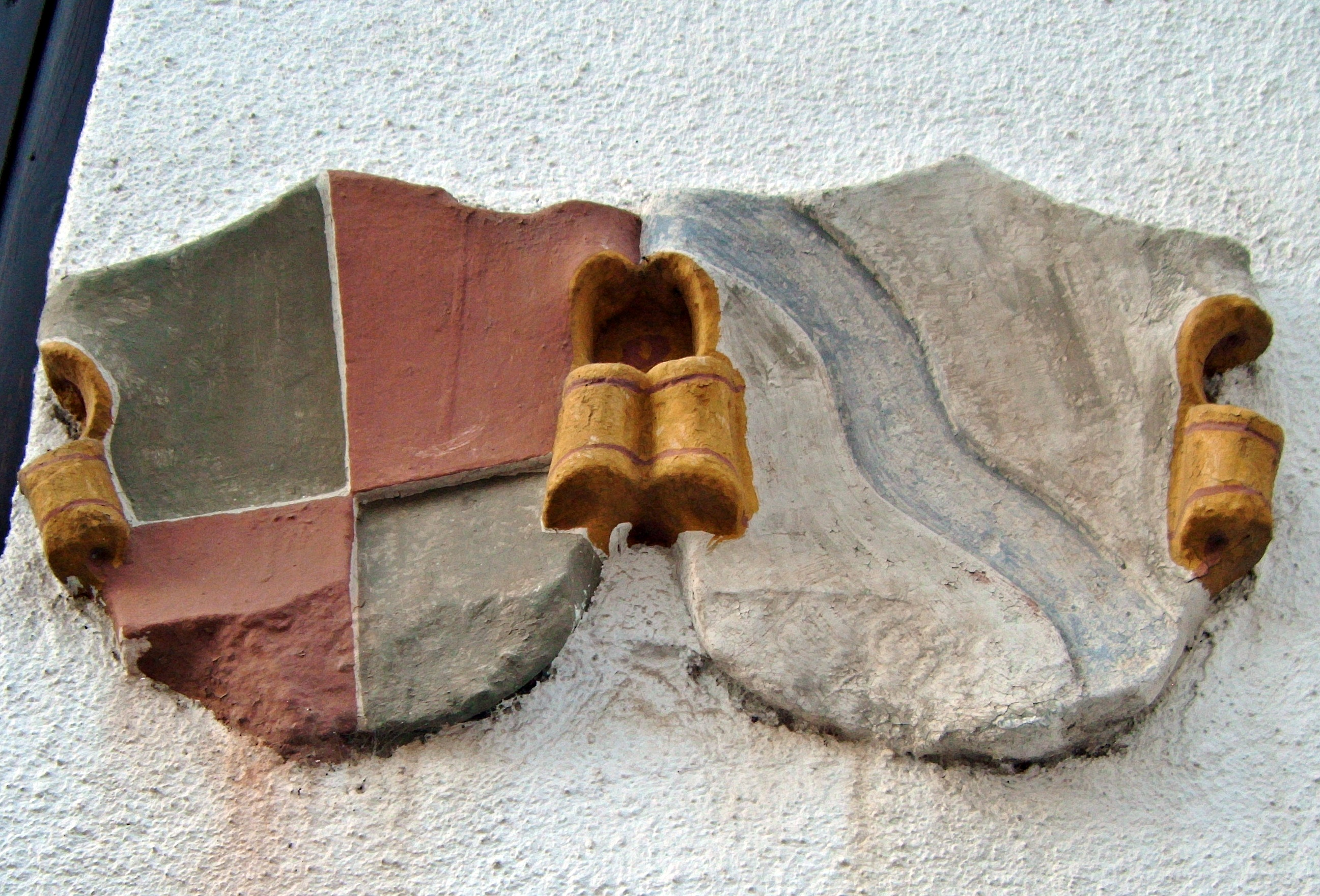
Lambsheim, Hinterstraße 11: Wappenstein Leyser von Lambsheim und von Affenstein (neuzeitlich falsche Tinkturen)
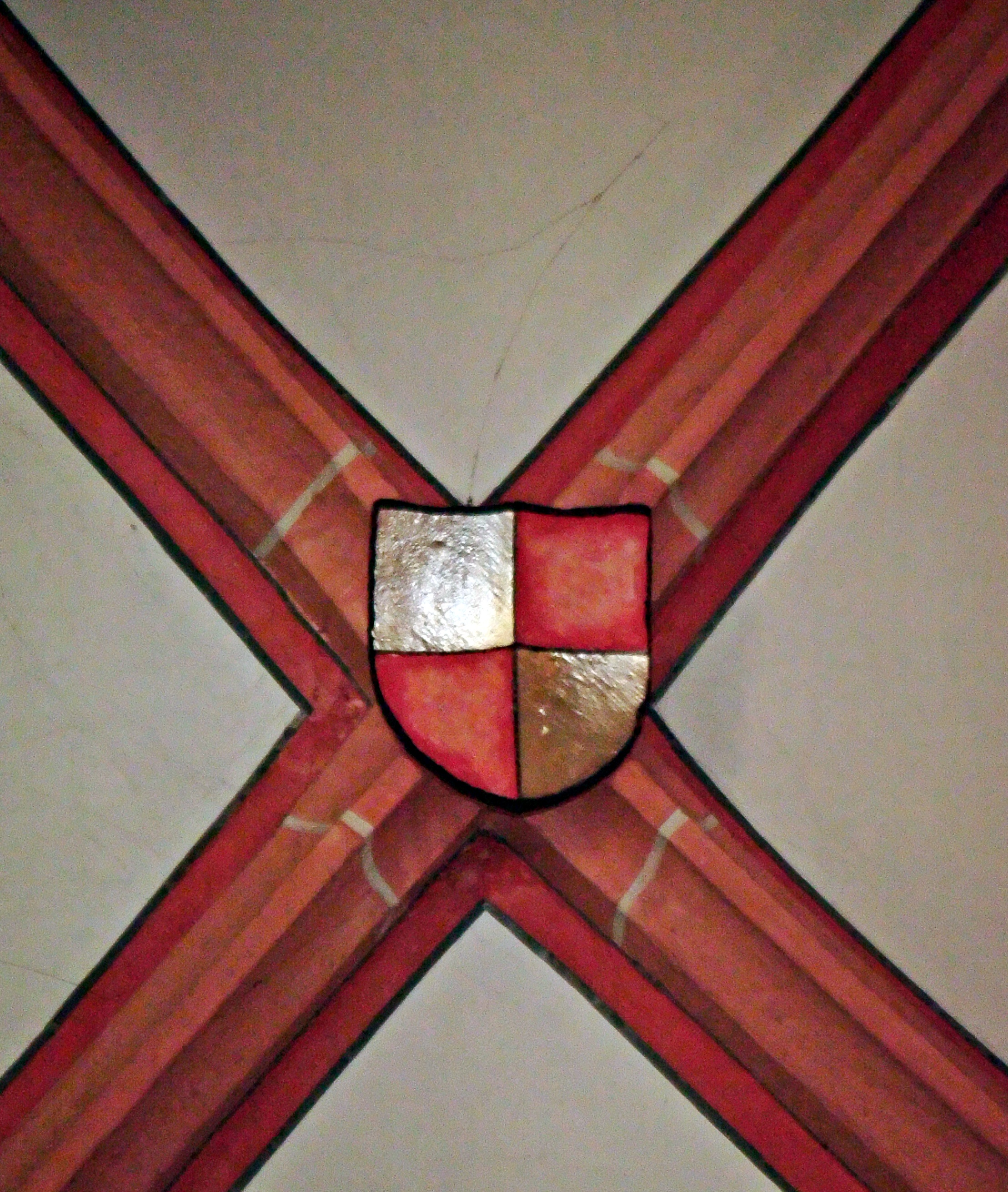
Deidesheim, Pfarrkirche St. Ulrich: Wappenschlussstein der Leyser von Lambsheim
Wappenschild der Leyser von Lambsheim als Bestandteil des Lambsheimer Gemeindewappens
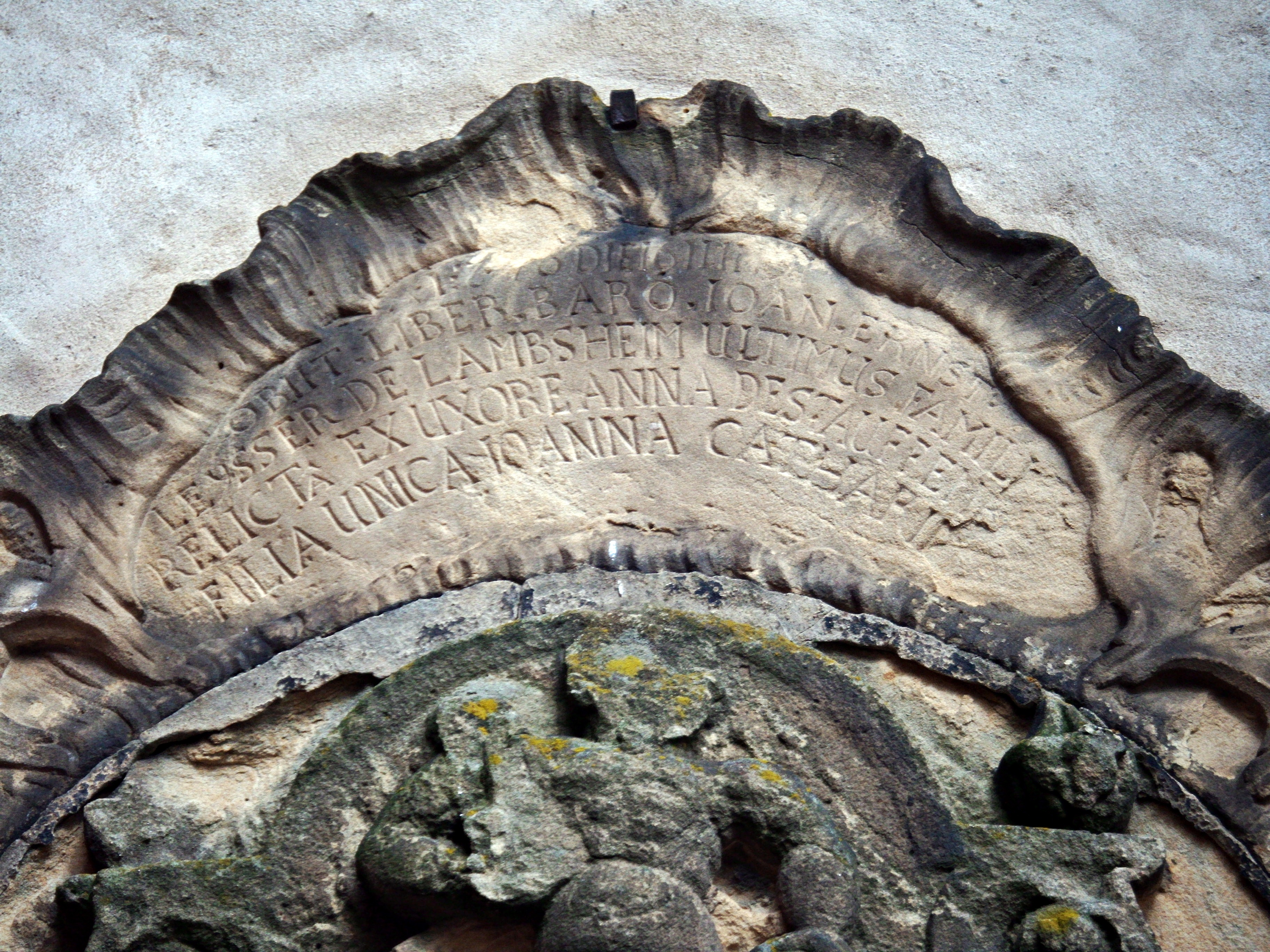
Deidesheim, Pfarrkirche St. Ulrich: Zusatzepitaph des letzten Familienangehörigen Johann Ernst Leyser von Lambsheim (1657–1746)